# Província de Teleorman
La província de Teleorman (IPA: [te.'le.or.man]) és un judeţ, una divisió administrativa de Romania, a la regió de Muntènia, amb capital a Alexandria. El nom Teleorman és d'origen turc i significa bosc salvatge (Deli orman).

## Límits
- Província de Giurgiu a l'est.
- Província d'Olt a l'oest.
- Província d'Argeş i província de Dâmboviţa al nord.
- Bulgària al sud - província de Veliko Tarnovo i província de Pleven.

## Demografia
El 2002, tenia 436,025 i una densitat de població de 75 h/km².
- Romanesos - 96.76%[1]
- Gitano - 3,18%

| Any  | Població |
| ---- | -------- |
| 1948 | 487,394  |
| 1956 | 510,488  |
| 1966 | 516,222  |
| 1977 | 518,943  |
| 1992 | 483,840  |
| 2002 | 436,025  |

## Divisió Administrativa
La Província té 3 municipalitats, 2 ciutats i 92 comunes.

### Municipalitats
- Alexandria - capital; població: 59,308
- Roșiorii de Vede
- Turnu Măgurele

### Ciutats
- Zimnicea
- Videle

### Comunes
| - Băbăiţa - Balaci - Beciu - Beuca - Blejeşti - Bogdana - Botoroaga - Bragadiru - Brânceni - Bujoreni - Bujoru - Buzescu - Călineşti - Călmăţuiu | - Călmăţuiu de Sus - Cervenia - Ciolăneşti - Ciuperceni - Conţeşti - Cosmeşti - Crângu - Crevenicu - Crângeni - Dideşti - Dobroteşti - Dracea - Drăcşenei - Drăgăneşti de Vede | - Drăgăneşti-Vlaşca - Fântânele - Frăsinet - Frumoasa - Furculeşti - Gălăteni - Gratia - Islaz - Izvoarele - Lisa - Liţa - Lunca - Măgura - Măldăeni | - Mârzăneşti - Mavrodin - Mereni - Moşteni - Nanov - Năsturelu - Necşeşti - Nenciuleşti - Olteni - Orbeasca - Peretu - Piatra - Pietroşani - Plopii-Slăviteşti | - Plosca - Poeni - Poroschia - Purani - Putineiu - Rădoieşti - Răsmireşti - Săceni - Saelele - Salcia - Sârbeni - Scrioaştea - Scurtu Mare - Seaca | - Segarcea-Vale - Sfinţeşti - Siliştea - Siliştea Gumeşti - Slobozia Mândra - Smârdioasa - Stejaru - Ştorobăneasa - Suhaia - Talpa - Tătărăştii de Jos - Tătărăştii de Sus - Ţigăneşti - Traian | - Trivalea-Moşteni - Troianul - Uda-Clocociov - Urluiu - Vârtoape - Vedea - Viişoara - Vităneşti - Zâmbreasca |